# Come Get It Bae
"Come Get It Bae" é uma canção de Funk do artista estadunidense Pharrell Williams. Composta pelo próprio Williams, tendo participação vocal não creditada de Miley Cyrus e Tori Kelly, sendo produzida pelo próprio Pharrell. A canção foi lançada oficialmente em 8 de Maio de 2014 pela gravadora Columbia Records, sendo o terceiro single de seu segundo álbum de estúdio Girl.

## Performance comercial
"Come Get It Bae" estreou na segunda posição na Billboard Bubbling Under Hot 100 Singles, conseguindo alcançar a vigésima terceira posição Billboard Hot 100, com 114,925 copias vendidas no Estados Unidos, a partir de 31 de julho de 2014, segundo a Nielsen SoundScan. Em 17 de Setembro de 2014 a canção alcançou a marca de meio milhão de copias vendias no Estados Unidos, sendo certificada Ouro pela RIAA.

## Musica e vídeo
O videoclipe foi dirigidor Luis Cerveró, e lançado em 23 de julho de 2014, tendo a participação de Miley Cyrus.

## Cultura popular
Em 2014 a canção foi destaque na campanha publicitaria "World of Red Bull" da empresa Red Bull.

## Desempenho nas paradas
| Paradas (2014)                                | Melhor posição |
| --------------------------------------------- | -------------- |
| Alemanha (Deutsche Black Charts)              | 12             |
| Austrália (ARIA)                              | 61             |
| Bélgica (Ultratip Bubbling Under de Flandres) | 10             |
| Bélgica (Ultratop Flanders Urban)             | 16             |
| Bélgica (Ultratip Bubbling Under da Valônia)  | 32             |
| Canadá (Canadian Hot 100)                     | 25             |
| Eslováquia (Singles Digitál Top 100)          | 41             |
| Estados Unidos (Billboard Hot 100)            | 23             |
| Estados Unidos (Billboard R&B/Hip-Hop Songs)  | 5              |
| Estados Unidos (Billboard Mainstream Top 40)  | 12             |
| Estados Unidos (Billboard Rhythmic)           | 16             |
| França (SNEP)                                 | 108            |
| Hungria (Rádiós Top 40)                       | 27             |
| Irlanda (IRMA)                                | 67             |
| Nova Zelândia (Recorded Music NZ)             | 30             |
| Países Baixos (Dutch Top 40)                  | 35             |
| Países Baixos (Single Top 100)                | 84             |
| Reino Unido (Official Charts Company)         | 87             |
| Reino Unido (OCC UK R&B)                      | 15             |
| Chéquia (Singles Digitál Top 100)             | 32             |

| Estados Unidos (RIAA) | Ouro | 17 de Setembro de 2014 | 500,000* |
| *número de vendas baseado na certificação ^ figuras embarques com base apenas na certificação ºnúmeros não especificados baseando-se apenas na certificação |      |                        |          |

## Histórico de lançamento
| País           | Data                  | Formato                     | Gravadora            |
| -------------- | --------------------- | --------------------------- | -------------------- |
| Estados Unidos | 8 de Maio de 2014     | Mainstream urban radio      | i Am Other, Columbia |
| Estados Unidos | 20 de Maio de 2014    | Contemporary hit radio      | i Am Other, Columbia |
| Estados Unidos | 20 de Maio de 2014    | Rhythmic contemporary radio | i Am Other, Columbia |
| Estados Unidos | 20 de Maio de 2014    | Urban contemporary radio    | i Am Other, Columbia |
| Itália         | 29 de Agosto de 2014  | Contemporary hit radio      | Columbia             |
| Reino Unido    | 1 de Setembro de 2014 | Contemporary hit radio      | Columbia             |